# Дунев (Тернопольская область)
Дунев (укр. Дунів) — село в Залещицкой городской общине Чортковского района Тернопольской области Украины.
До 2020 года входило в Залещицкий район.
Код КОАТУУ — 6122083301. Население по переписи 2001 года составляло 427 человек.

## Географическое положение
Село Дунев находится в 1-м км от левого берега реки Серет,
выше по течению на расстоянии в 1 км расположено село Щитовцы,
ниже по течению на расстоянии в 1 км расположено село Кулаковцы.

## История
- 1440 год — дата основания.

## Объекты социальной сферы
- Школа I—II ст.
- Клуб.